# 1978-as labdarúgó-világbajnokság-selejtező (UEFA – 2. csoport)
Az 1978-as labdarúgó-világbajnokság európai 2. selejtezőcsoportjának mérkőzéseit, és a csoport végeredményét tartalmazó lapja. A csoportban körmérkőzéses, oda-visszavágós rendszerben játszottak egymással a labdarúgó-válogatottak. A selejtezőket 1976. június 13. és 1977. december 3. között rendezték. A csoport győztese automatikus résztvevője lett az 1978-as labdarúgó-világbajnokságnak.
A csoportban Anglia, Finnország, Luxemburg és Olaszország szerepelt.
Olaszország jutott ki az 1978-as világbajnokságra.

## Tabella
| Hely. | Csapat      | M | Gy | D | V | G+ | G– | Gk  | P  | Továbbjutás                          |     | Olaszország | Anglia | Finnország | Luxemburg |
| ----- | ----------- | - | -- | - | - | -- | -- | --- | -- | ------------------------------------ | --- | ----------- | ------ | ---------- | --------- |
| 1.    | Olaszország | 6 | 5  | 0 | 1 | 18 | 4  | +14 | 10 | Kijutott az 1978-as világbajnokságra |     | —           | 2–0    | 6–1        | 3–0       |
| 2.    | Anglia      | 6 | 5  | 0 | 1 | 15 | 4  | +11 | 10 |                                      |     | 2–0         | —      | 2–1        | 5–0       |
| 3.    | Finnország  | 6 | 2  | 0 | 4 | 11 | 16 | −5  | 4  |                                      | 0–3 | 1–4         | —      | 7–1        |           |
| 4.    | Luxemburg   | 6 | 0  | 0 | 6 | 2  | 22 | −20 | 0  |                                      | 1–4 | 0–2         | 0–1    | —          |           |

## Mérkőzések
| 1976. június 13. |

| Finnország      | 1 – 4       | Anglia                                 |
| --------------- | ----------- | -------------------------------------- |
| Paatelainen 27' | Jegyzőkönyv | Pearson 14' Keegan 30' 60' Channon 56' |

| Olimpiai Stadion, Helsinki Nézőszám: 24 336 Játékvezető: Alfred Delcourt (belga) |

| 1976. szeptember 22. |

| Finnország                                                                                  | 7 – 1       | Luxemburg     |
| ------------------------------------------------------------------------------------------- | ----------- | ------------- |
| A. Heiskanen 15' E. Heiskanen 22' 27' Rissanen 51' 61' Heikkinen 54' Mäkynen 82' (11-esből) | Jegyzőkönyv | G. Zender 52' |

| Olimpiai Stadion, Helsinki Nézőszám: 4555 Játékvezető: Svein Inge Thime (norvég) |

| 1976. október 13. |

| Anglia              | 2 – 1       | Finnország   |
| ------------------- | ----------- | ------------ |
| Tueart 4' Royle 51' | Jegyzőkönyv | Nieminen 48' |

| Wembley Stadion, London Nézőszám: 92 000 Játékvezető: Ulf Eriksson (svéd) |

| 1976. október 16. |

| Luxemburg | 1 – 4       | Olaszország                                |
| --------- | ----------- | ------------------------------------------ |
| Braun 86' | Jegyzőkönyv | Graziani 24' Bettega 44' 81' Antognoni 50' |

| Stade Municipal, Luxembourg Nézőszám: 11 700 Játékvezető: Ernst Dörflinger (svájci) |

| 1976. november 17. |

| Olaszország               | 2 – 0       | Anglia |
| ------------------------- | ----------- | ------ |
| Antognoni 36' Bettega 77' | Jegyzőkönyv |        |

| Stadio Olimpico, Róma Nézőszám: 70 718 Játékvezető: Ávráhám Klein (izraeli) |

| 1977. március 30. |

| Anglia                                                          | 5 – 0       | Luxemburg |
| --------------------------------------------------------------- | ----------- | --------- |
| Keegan 9' T. Francis 58' Kennedy 65' Channon 68' 79' (11-esből) | Jegyzőkönyv |           |

| Wembley Stadion, London Nézőszám: 81 718 Játékvezető: Paul Bonett (máltai) |

| 1977. május 26. |

| Luxemburg | 0 – 1       | Finnország       |
| --------- | ----------- | ---------------- |
|           | Jegyzőkönyv | A. Heiskanen 57' |

| Stade Municipal, Luxembourg Nézőszám: 1800 Játékvezető: Ole Amundsen (dán) |

| 1977. június 8. |

| Finnország | 0 – 3       | Olaszország                        |
| ---------- | ----------- | ---------------------------------- |
|            | Jegyzőkönyv | Gentile 8' Bettega 56' Benetti 81' |

| Olimpiai Stadion, Helsinki Nézőszám: 17 539 Játékvezető: Robert Héliès (francia) |

| 1977. október 12. |

| Luxemburg | 0 – 2       | Anglia                  |
| --------- | ----------- | ----------------------- |
|           | Jegyzőkönyv | Kennedy 31' Mariner 90' |

| Stade Municipal, Luxembourg Nézőszám: 10 621 Játékvezető: Alojzy Jarguz (lengyel) |

| 1977. október 15. |

| Olaszország                                         | 6 – 1       | Finnország   |
| --------------------------------------------------- | ----------- | ------------ |
| Bettega 29' 38' 59' 62' Graziani 45' Zaccarelli 71' | Jegyzőkönyv | Haaskivi 67' |

| Stadio Comunale, Torino Nézőszám: 62 888 Játékvezető: Nikola Dudin (bolgár) |

| 1977. november 16. |

| Anglia                  | 2 – 0       | Olaszország |
| ----------------------- | ----------- | ----------- |
| Keegan 11' Brooking 80' | Jegyzőkönyv |             |

| Wembley Stadion, London Nézőszám: 92 000 Játékvezető: Palotai Károly (magyar) |

| 1977. december 3. |

| Olaszország                        | 3 – 0       | Luxemburg |
| ---------------------------------- | ----------- | --------- |
| Bettega 4' Graziani 11' Causio 56' | Jegyzőkönyv |           |

| Stadio Olimpico, Róma Nézőszám: 75 000 Játékvezető: Dušan Maksimović (jugoszláv) |

## Góllövőlista
|  |  |